# Enora Latuillière
Enora Latuillière (* 31. Juli 1992 in Chamonix-Mont-Blanc) ist eine ehemalige französische Biathletin und Skilangläuferin.

## Karriere

### Biathlon
Enora Latuillière startete für Armees Emhm Chamonix. Sie gab ihr internationales Debüt bei den Biathlon-Juniorenweltmeisterschaften 2011 in Nové Město na Moravě, wo sie 46. des Einzels, 10. des Sprints, 23. der Verfolgung und 13. im Staffellauf wurde. Bei den Juniorinnenrennen der Biathlon-Europameisterschaften 2011 in Ridnaun gewann sie hinter Olga Galitsch im Einzel wie auch mit Florie Vigneron, Valentin Gallard und Simon Desthieux im Mixed-Staffelrennen die Silbermedaillen. Im Sprint wurde sie zudem Siebte, im Verfolgungsrennen Neunte. National wurde sie Junioren-Meisterin im Massenstartrennen. Bei den Biathlon-Juniorenweltmeisterschaften 2013 in Obertilliach wurde Latuillière 20. des Einzels, 7. in Staffel und Sprint sowie 5. der Verfolgung. Die Juniorinnenrennen der Biathlon-Europameisterschaften 2013 in Bansko beendete sie als 8. des Einzels, 14. des Sprints und 13. der Verfolgung.
Bei den Frauen erreichte Latuillière bei den französischen Meisterschaften im Biathlon 2009 in Les Saisies als Bronzemedaillengewinnerin in der Mixed-Staffel ihren ersten Erfolg. Im IBU-Cup debütierte sie 2011 bei einem Sprint in Annecy und gewann als 24. sofort Punkte. Seit der Saison 2013/14 gehört sie zum für den IBU-Cup vorgesehenen B-Nationalkader des französischen Verbandes und nimmt regelmäßig an internationalen Rennen teil. In Ridnaun erreichte sie als 5. eines Sprints erstmals eine einstellige Platzierung, wenig später kam sie mit Jacquemine Baud, Rémi Borgeot und Antonin Guigonnat in Ruhpolding im Mixed-Staffelrennen als Drittplatzierte erstmals auf das Podium.
Zur Saison 2014/15 wurde sie in den A-Kader der französischen Weltcupmannschaft berufen und nahm durchgehend an Weltcuprennen teil. Gleich in ihren ersten beiden Rennen in Östersund wurde sie Zwölfte und Zehnte. Sie war festes Mitglied der Damenstaffel. In dieser Disziplin gewann sie bei den Weltmeisterschaften 2015 in Finnland mit ihren Teamkolleginnen Anaïs Bescond, Justine Braisaz und Marie Dorin Habert die Silbermedaille. Im Gesamtweltcup wurde sie 27. Nach der Saison wurde sie als Rookie Of The Year ausgezeichnet. In der nächsten Saison lief sie nur drei Weltcuprennen in Östersund und Ruhpolding, kam aber in keinem Rennen unter die besten 60. 2016/17 lief sie durchgängig im IBU-Cup, gewann den Sprint von Otepää und wurde Sechste im Gesamtergebnis. Zur Belohnung durfte sie am letzten Weltcupwochenende in Oslo antreten, wo sie 37. und 26. wurde. Die nächsten beiden Jahre lief sie nur noch im IBU-Cup. Ihr einziger Erfolg war Ende 2017 der Sieg in der Mixed-Staffel von Lenzerheide gemeinsam mit Chloé Chevalier, Clément Dumont und Fabien Claude.

### Skilanglauf
In der Saison 2018/19 startete Latuillière erstmals als Skilangläuferin in Rogla im Alpencup und belegte dabei den 15. Platz im 15-km-Massenstartrennen und den 13. Rang im Sprint. Im März 2019 wurde sie Sechste beim Engadin Skimarathon. In der folgenden Saison errang sie in St. Ulrich am Pillersee mit dem dritten Platz im Sprint ihre erste Podestplatzierung im Alpencup und lief in Planica ihr erstes Weltcuprennen. Dabei holte sie mit dem 28. Platz im Sprint ihre ersten Weltcuppunkte. In den Folgejahren lief sie großteils im Alpencup und beendete 2022 ihre aktive Karriere als Sportlerin.

## Statistik
Biathlon-Weltcup-Platzierungen
Die Tabelle zeigt alle Platzierungen (je nach Austragungsjahr einschließlich Olympische Spiele und Weltmeisterschaften).
- 1.–3. Platz: Anzahl der Podiumsplatzierungen
- Top 10: Anzahl der Platzierungen unter den ersten zehn (einschließlich Podium)
- Punkteränge: Anzahl der Platzierungen innerhalb der Punkteränge (einschließlich Podium und Top 10)
- Starts: Anzahl gelaufener Rennen in der jeweiligen Disziplin
- Staffel: inklusive Mixed- und Single-Mixed-Staffeln

| Platzierung         | Einzel | Sprint | Verfolgung | Massenstart | Staffel | Gesamt |
| ------------------- | ------ | ------ | ---------- | ----------- | ------- | ------ |
| 1. Platz            |        |        |            |             |         |        |
| 2. Platz            |        |        |            |             | 1       | 1      |
| 3. Platz            |        |        |            |             | 1       | 1      |
| Top 10              |        | 1      |            |             | 6       | 7      |
| Punkteränge         | 1      | 9      | 6          | 3           | 6       | 25     |
| Starts              | 5      | 15     | 7          | 4           | 6       | 37     |
| Stand: Karriereende |        |        |            |             |         |        |